# Odenthal
Odenthal este o comună din landul Renania de Nord-Westfalia, Germania.

## Centrul istoric al orașului

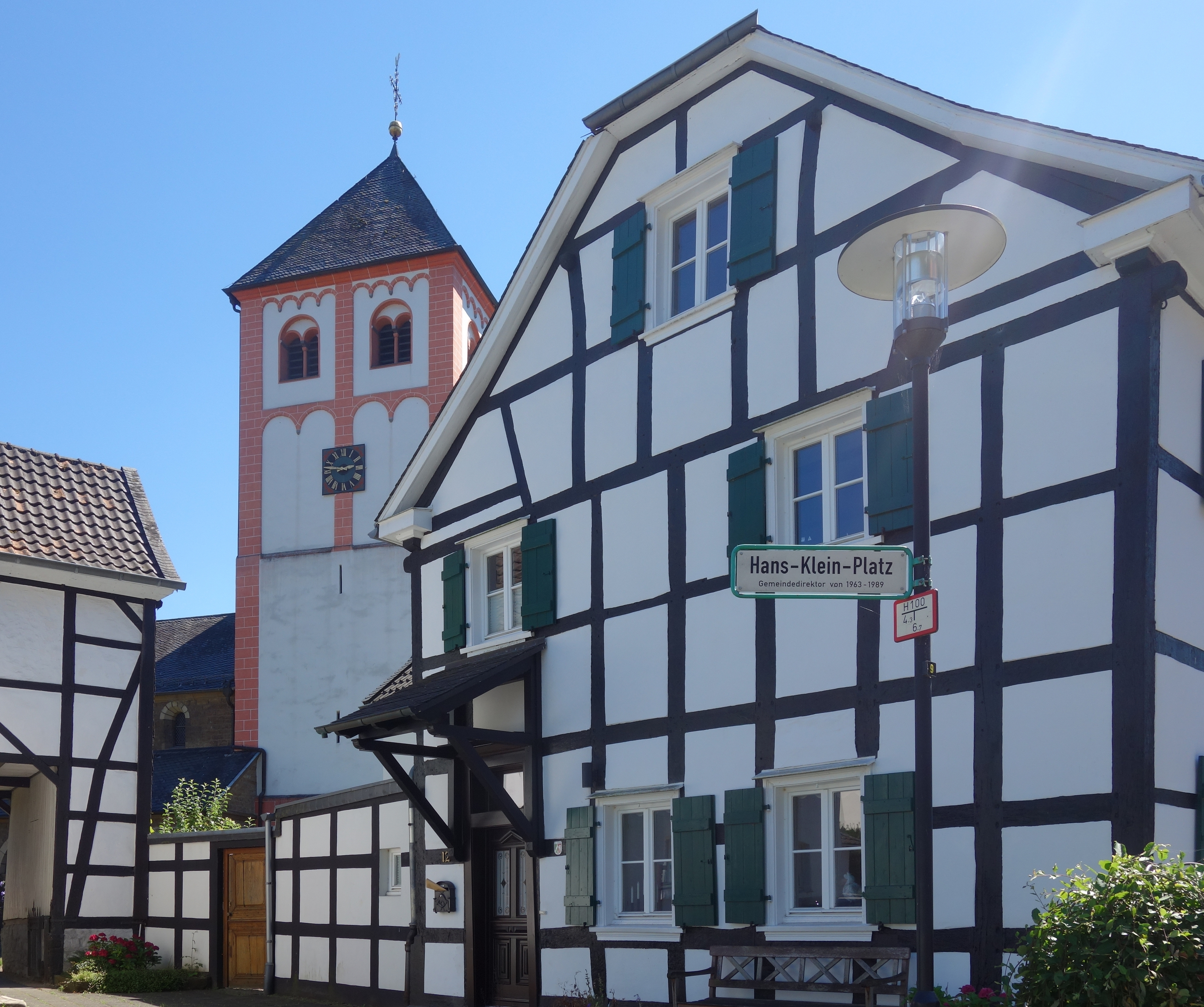
Hans-Klein-Platz
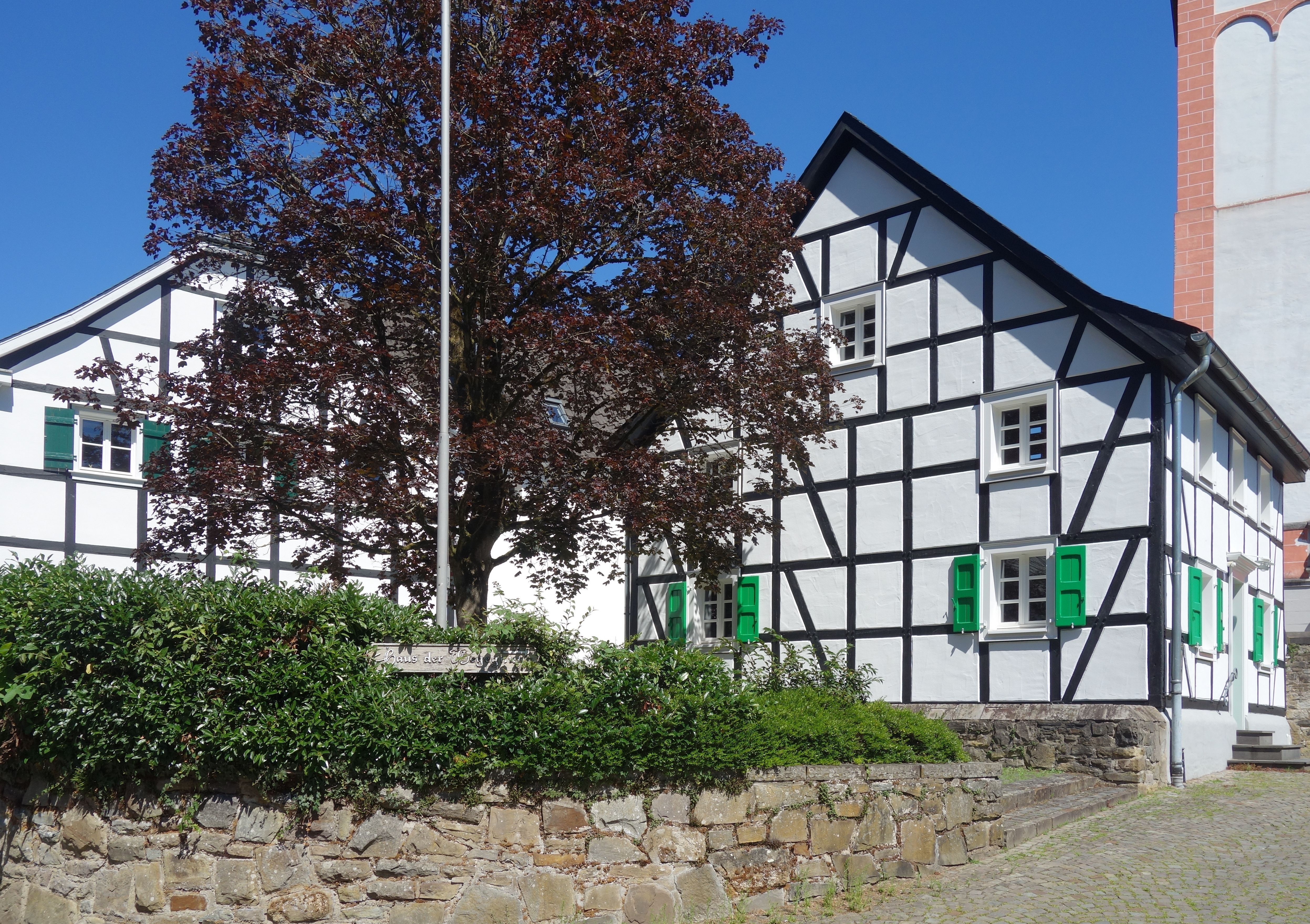
Case de la Biserica Romanică Sfântul Pancratie
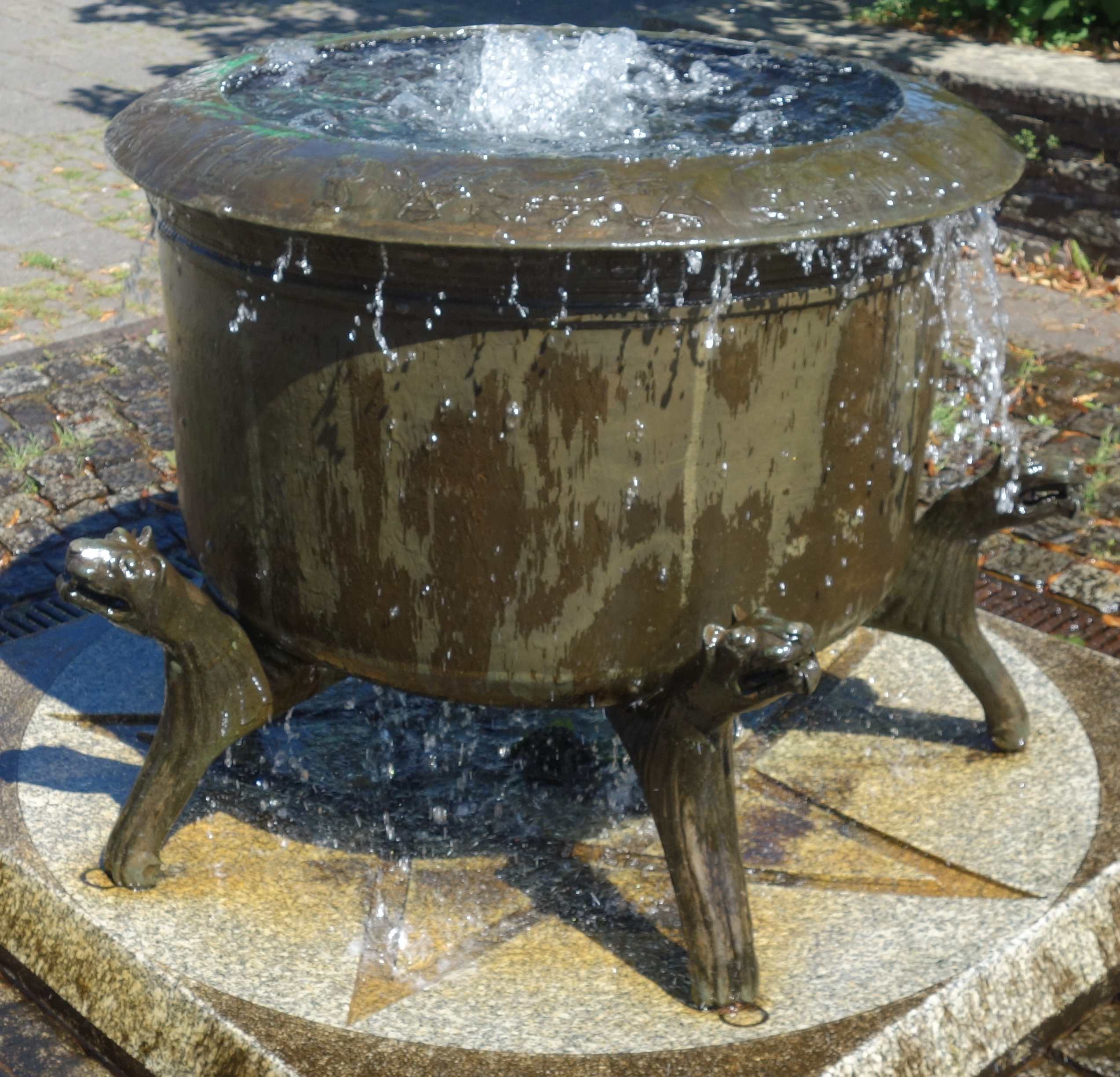
Hexenbrunnen
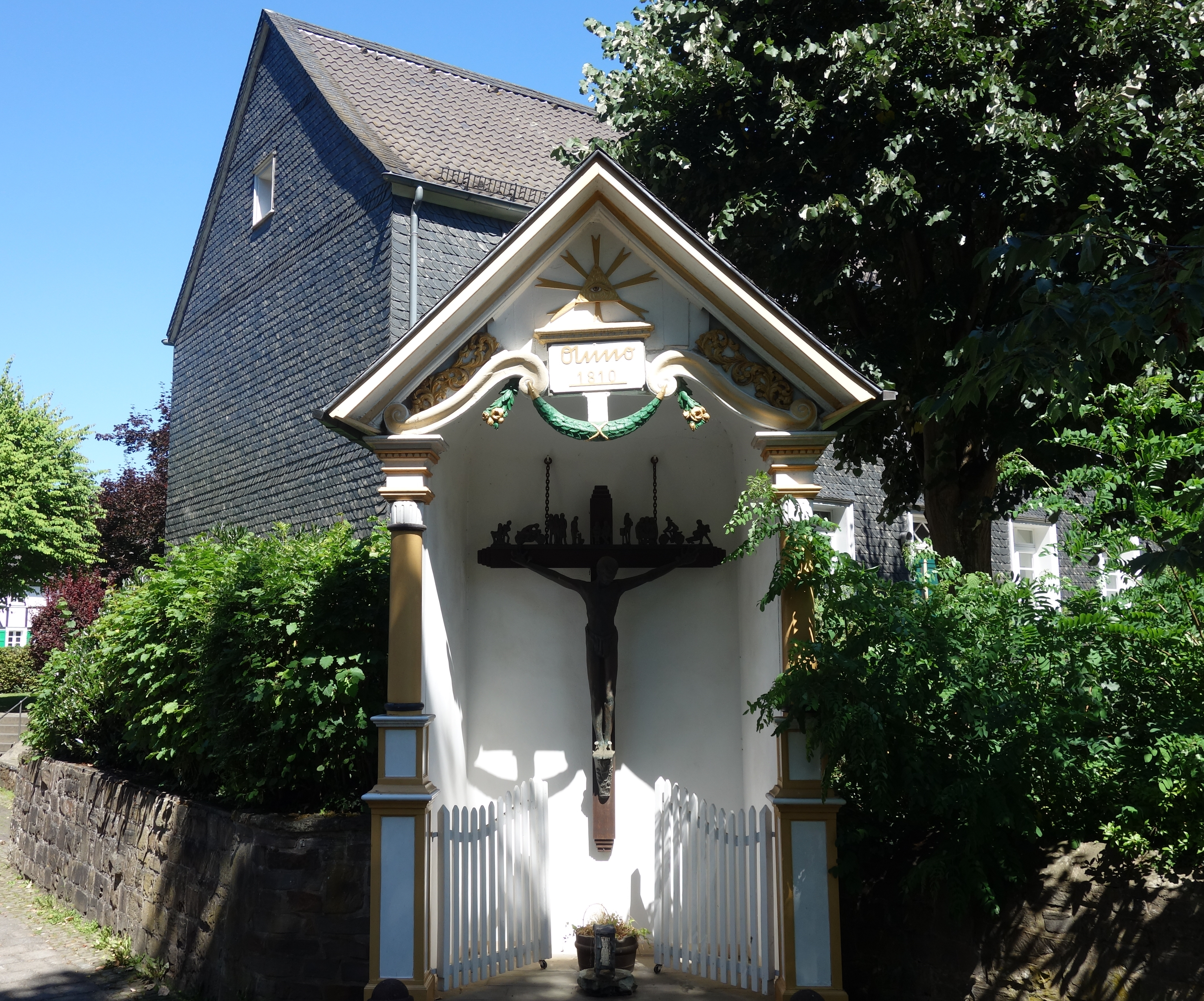
Heiligenhäuschen
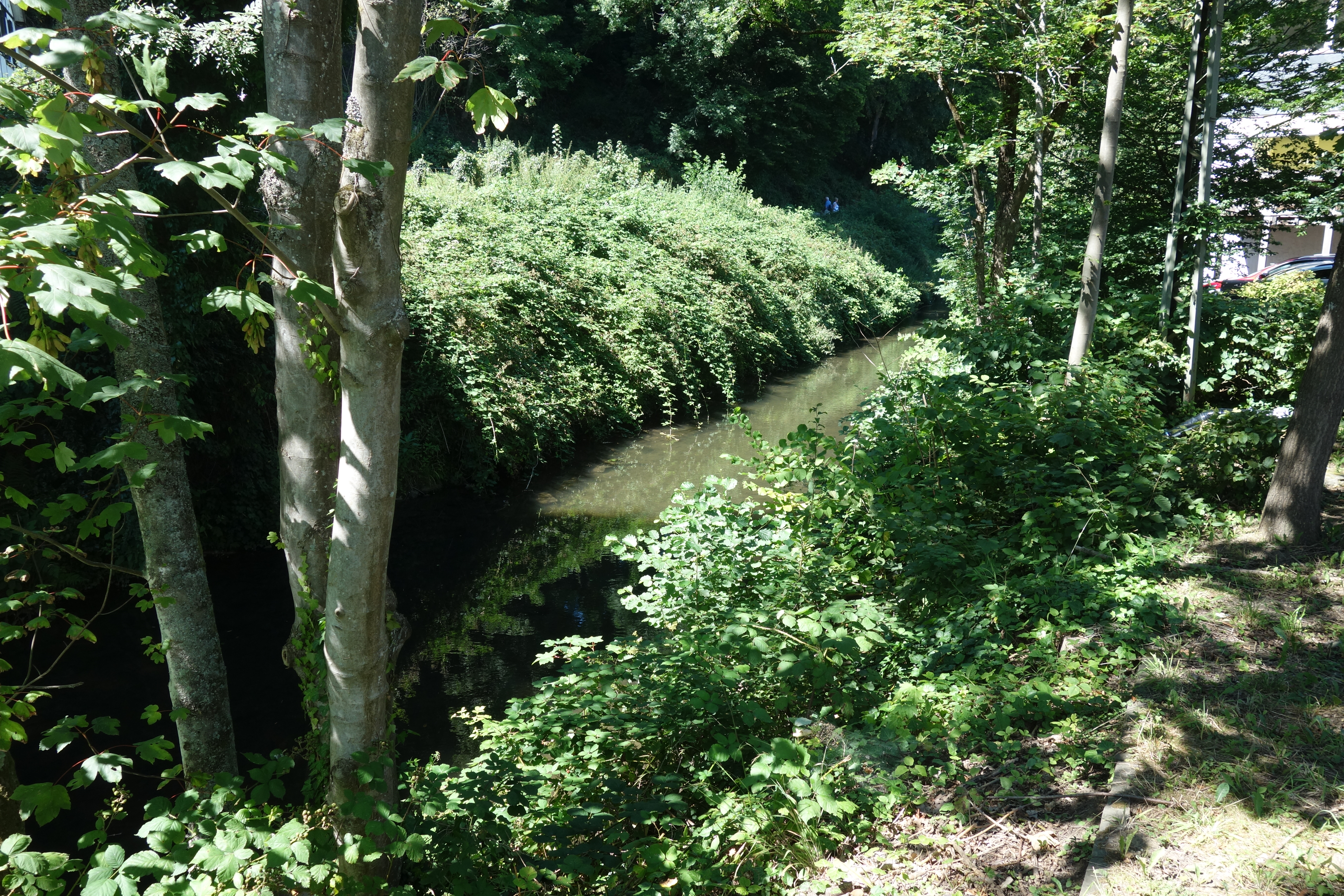
Cursul râului Dhünn de-a lungul centrului istoric
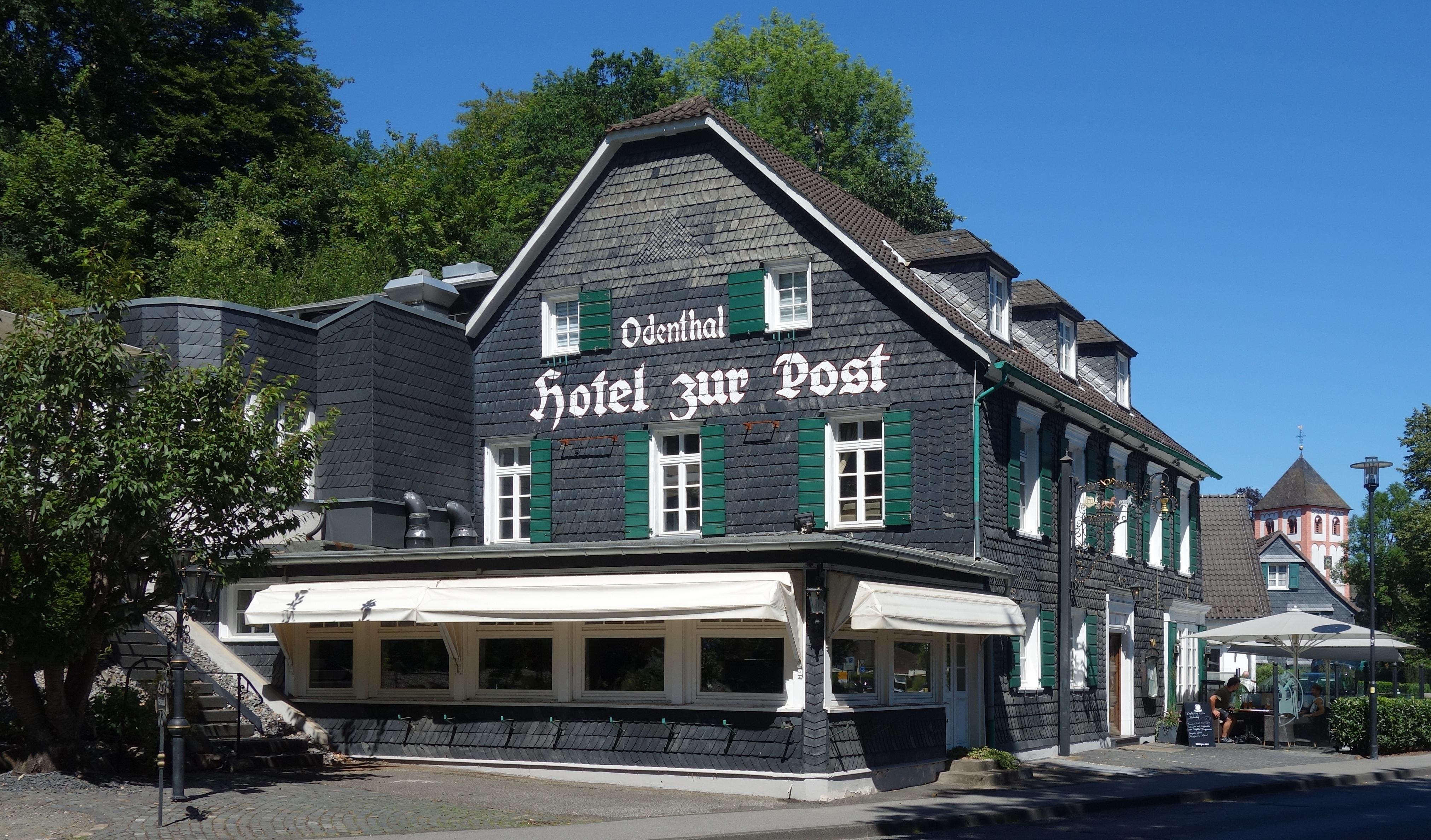
Hotel zur Post
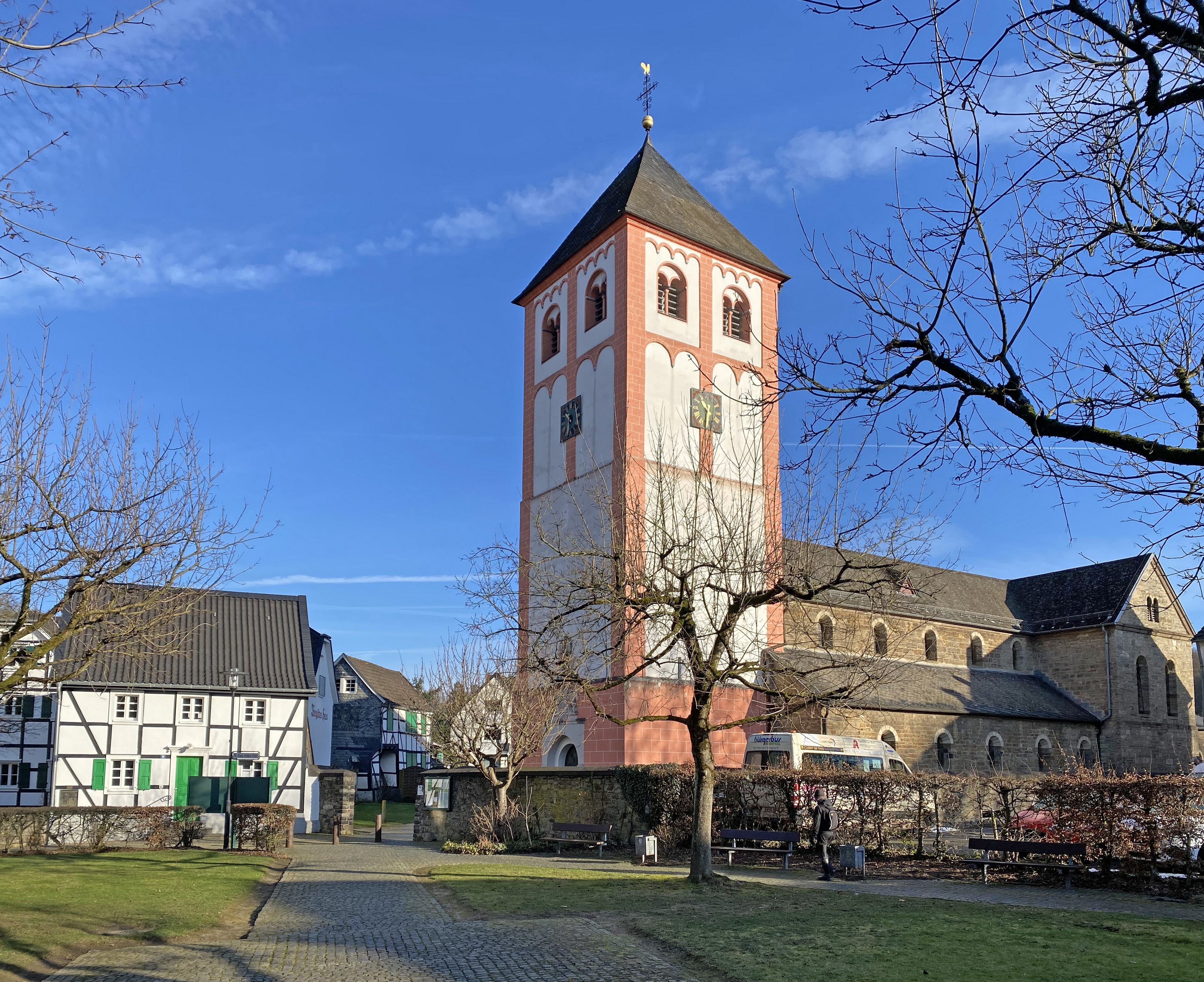
Strada satului cu biserica Sfântul Pancratie

1. ↑  Alle politisch selbständigen Gemeinden mit ausgewählten Merkmalen am 31.12.2018 (4. Quartal) (în germană), Statistisches Bundesamt[*], arhivat din original la 10 martie 2019, accesat în 10 martie 2019